# تپه فک بن
تپه فک بن مربوط به عصر آهن است و در شهرستان ساری، بخش چهاردانگه، دهستان چهاردانگه، روستای بالاده واقع شده و این اثر در تاریخ ۲۶ اسفند ۱۳۸۶ با شمارهٔ ثبت ۲۱۹۴۲ به‌عنوان یکی از آثار ملی ایران به ثبت رسیده است.